# بارنافوسار
بارنافوسار (به لاتین: Barnafossar) یک آبشار در ایسلند است که در Borgarbyggð واقع شده‌است.